# Pámfila
Pámfila, en grec moderne : Πάμφιλα, est un village situé sur l'île de Lesbos, en Égée-Septentrionale, Grèce.
Selon le recensement de 2011, la population du village s'élève à 1 413 habitants.